# Ioan Mang

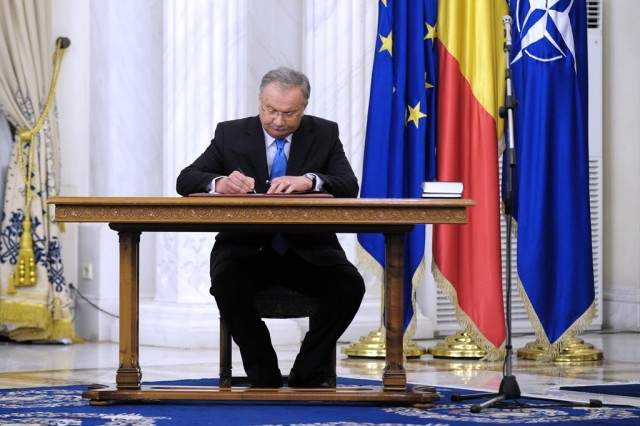
Ioan Mang

Ioan Mang (* 15. Juli 1958 in Ineu, Kreis Arad) ist ein rumänischer Politiker, Mitglied der Sozialdemokratischen Partei Rumäniens (PSD) und war acht Tage lang Bildungsminister im ersten Kabinett von Victor Ponta. Er ist Professor an der Universität Oradea.

## Biografie
Mang studierte von 1973 bis 1983 an der Universität von Timisoara und wurde dort 1998 als Ingenieur promoviert. Er leitete von 1993 bis 2000 eine Abteilung, seit März 2001 ist er Rektor der Universität Oradea. Seit 2001 ist er Mitglied der PSD. Mang ist verheiratet und hat zwei Kinder.

## Plagiatsaffäre
Am 10. Mai 2012 kamen Plagiatsvorwürfe auf, die mehrere wissenschaftliche Veröffentlichungen Mangs betrafen. Im Zuge der Plagiatsaffäre trat Mang am 15. Mai 2012, nach nur einer Woche im Amt, als Bildungsminister zurück.